# Товариство руської шляхти

Герб товариства

Товариство руської шляхти (ТОРУШ) — організація, яка займається науково-дослідницькою та соціально-політичною роботою в області геральдики, сфрагістики, вексилології та генеалогії шляхетських родин українського (русинського) походження. Засноване в 1907 році та відновлене в 2002 році, Товариство є єдиною в своєму роді громадською організацією, яка згуртовує нащадків козацької старшини та руської (української) шляхти, та людей, зацікавлених в дослідженні шляхетства і козацтва, нашої історії та культури, та заохочує їх поєднати зусилля для впливу на майбутнє України.

## Мета
Товариство руської шляхти має на меті об'єднання представників руського шляхетського походження для захисту їхніх економічних і соціальних інтересів, задоволення національно-культурних, освітніх, мовних та інших потреб, збереження й поширення традицій і цінностей, відродження раніше існуючих осередків шляхти руського походження. Іншими словами, ТОРУШ — це молода, мобільна та енергійна течія в громадському русі України, яка сприяє вільному обміну знаннями, думками і ідеями з метою співпраці задля історичного і суспільного блага.

## Члени
Членами Товариства є особи, незалежно від громадянства, що поділяють його мету і завдання, сприяють діяльності Товариства та виявили бажання бути його членами. Членство в Товаристві є фіксоване і поділяється на гонорове, дійсне та асоційоване. Гоноровими членами Товариства є особи, які на підставі відповідних документів, грамот, метричних чи гербових записів можуть довести своє пряме походження від: а) родин руської (української) шляхти чи козацтва — вихідців з шляхетських родин; 

б) представників іноземних шляхетських родин, інтеґрованих до складу руської шляхти протягом 1340—1782 років, а також 

в) осіб, нобілітованих на руських (українських) землях в складі Австро-Угорщини протягом 1782—1918 років.
Дійсними членами Товариства є особи, які на підставі родинних прізвищ, родоводів, записів можуть походити від вищеназваних категорій. Асоційованими членами Товариства є особи, які не належать до руської (української) шляхти, проте поділяють мету та завдання Товариства, внесли вагомий вклад у розвиток чи діяльність Товариства, а також в дослідження історії та культури руської (української) шляхти.

## Діяльність
ТОРУШ в Україні — це ключова організація, яка займається дослідженням геральдичних та генеалогічних даних, створює і публікує дослідницькі бібліотеки, описи, каталоги, статті, бази даних та програми по обміну інформацією поза межами мовних, національних і політичних кордонів. Активність ТОРУШа на міжнародній арені підтримується і посилюється через систему національних осередків, які представляють інтереси ТОРУШа в різних державах світу та допомагають досягти поставленої мети і цілей в кожній країні, минуле чи майбутнє якої пов'язано з руською (українською) шляхтою.
Товариство не надає нобілітацій, індигенатів чи титулів, та активно виступає проти подібної практики будь-якими іншими особами чи організаціями, оскільки жодна особа чи інститут, які існують на сьогоднішній день, не мають права надавати руське (українське) шляхетство чи його титули, а тим паче створювати нові. ТОРУШ сповідує принципи історичної правдивості, збалансованого і критичного аналізу, відкритого і прозорого співробітництва, та виступає проти отримання чи надання гербів і титулів руської (української) шляхти комерційним шляхом.

## Історія
1907 — У Самборі прикарпатська шляхта у кількості 57 членів за активною участю Остапа Нижанківського, О. Гординського, Ф. Сілецького, О. Борковського, Петра Погорецького та В. Кульчицького-Цмайло створює «Товариство руської шляхти в Галичині».
1938 — У Львові складено оновлений статут Товариства «Української шляхти ім. Петра Конашевича-Сагайдачного», чернетковий варіант якого з правками писаря самбірського Товариства В. Кульчицького-Цмайла зберігся.
2002 — Ідея відродження Товариства запропонована С. Комарницьким-Дружбичом та А. Кобилянським, які об'єднали свої зусилля в дослідженні та систематизації історії руської шляхти. Протягом наступного року до них приєдналися В. Кімакович, А. Баранецький та Є. Кобилянський, створивши на той час ще неофіційну Раду Товариства.
2005 — Громадська організація «Товариство руської шляхти» зареєстрована в Івано-Франківську. Декілька місяців пізніше створено осередки у Польщі на чолі з А. Березовським; у Трускавці / Дрогобичі на чолі з Р. Гординським та І. Матківським; в Австрії на чолі з А. Голубичем.
2007 — В Коломиї зареєстровано осередок «Товариство руської шляхти Покуття» на чолі з О. Ковалем.